# Karl Frei
Karl Frei   (Regensdorf, 8 de març de 1917 - Schlieren, 18 de juny de 2011) va ser un gimnasta artístic suís que va competir durant les dècades de 1940 i 1950.
El 1948 va prendre part en els Jocs Olímpics d'Estiu de Londres, on disputà vuit proves del programa de gimnàstica. Guanyà la medalla d'or en la prova d'anelles i la de plata en el concurs complet per equips. En la resta de proves destaca finalitzà en posicions més endarrerides.
Durant la seva carrera esportiva no va guanyar cap títol individual nacional. Un cop retirat va treballar com a entrenador de gimnàstica i més tard com a conserge escolar.